# Tuuli Tomingas
Tuuli Tomingas (* 4. Januar 1995 in Tallinn) ist eine estnische Biathletin.

## Karriere
Tuuli Tomingas wird beim Nõmme Spordiklubi vom Ehepaar Aita und Tõnu Pääsuke trainiert.
Sie gewann 2014 bei der Junior-Biathlon Europameisterschaft in Nové Mésto im 7,5 km Sprint die Goldmedaille, in der Verfolgung reichte es aufgrund von Fehlschüssen nur zu Rang 15.

### Erste Jahre und Erfolge im Weltcup
Nach Starts im IBU-Cup in der Saison 2015/2016 startete Tomingas in der Saison 2016/2017 erstmals in der estnischen Nationalmannschaft im Biathlon-Weltcup. Bei den Wettkämpfen in Ruhpolding und Antholz musste sie allerdings jeweils nach Überrundung das Rennen beenden.
In der Saison 2017/2018 trat sie erstmals auch in Einzelrennen im Weltcup an, Punkte konnte sie jedoch nicht sammeln, nachdem ihr bestes Ergebnis ein 49. Platz in der Verfolgung von Hochfilzen war. 
In der Saison 2018/2019 erreichte sie dann erstmals die Punkteränge, dabei war ihr bestes Ergebnis der 25. Rang im Einzel der Weltmeisterschaften in Östersund. Sie schloss die Saison als 49. des Gesamtweltcups ab. Vor allem aber etablierte sie sich als eine feste Größe in der estnischen Staffel, mit der sie auch erste Top-10-Plätze erreichte. 
Im nächsten Winter konnte sie an diese Erfolge nicht anknüpfen und erreichte weder Weltcup-Punkte noch Top-10-Ergebnisse mit der Staffel. 
Die folgende Saison begann dafür umso besser, denn mit dem 7. Platz in Kontiolahti erreichte sie ihr erstes Top-10-Individualergebnis. Im weiteren Saisonverlauf konnte sie diese Leistung nicht bestätigen, jedoch qualifizierte sie sich in Oberhof für ihren ersten Massenstart im Weltcup, den sie auf Platz 23 abschloss. Im Gesamtweltcup landete sie schlussendlich auf dem 50. Platz.

### Saisons 2021/2022 und 2022/2023
Auch in der Saison 2021/22 präsentierte sich Tomingas in guter Frühform, nachdem sie zu Saisonbeginn in Östersund einige Weltcup-Punkte einstrich. Der 21. Platz war dabei ihr bestes Ergebnis. Im Anschluss erreichte sie viele Ergebnisse zwischen 20 und 45, allerdings konnte sie den 21. Rang nicht mehr überbieten. Bei den olympischen Spielen in Peking landete sie ebenfalls in diesem Bereich. Auch mit den Staffeln konnte sie keine Achtungserfolge erzielen. Im Gesamtweltcup belegte sie den 47. Platz.
In der anschließenden Saison startete sie ähnlich, dabei war im ersten Trimester der 19. Platz im Sprint von Hochfilzen ihr bestes Ergebnis, in den Rennen danach bewegte sie sich in den gleichen Bereichen wie in der vorherigen Saison. Bei den Weltmeisterschaften in Oberhof wurde Tomingas dann erstmals einer breiteren Öffentlichkeit bekannt, nachdem sie im Einzel mit Rang 6 ihre Karrierebestleistung erreichte und erstmals an der Flower Ceremony teilnahm. Damit qualifizierte sie sich natürlich auch für ihren zweiten Massenstart, bei dem sie die Top 20 erreichte. In der Single-Mixed-Staffel und der Staffel konnte sie mit zwei Top-10-Plätzen diese Leistungen bestätigen. Auch nach der WM blieb sie gut in Form, in Östersund kurz vor Saisonende qualifizierte sie sich erneut für den Massenstart, bei dem sie dieses Mal den 12. Rang belegte. Mit der estnischen Staffel konnte sie mehrere Top-10-Plätze belegen. Im Gesamtweltcup erreichte sie mit ihren Leistungen den 46. Platz.

### Achtungserfolge in der Saison 2023/2024
Bei den Sommerbiathlon-Weltmeisterschaften 2023 in Osrblie gewann sie Gold im Sprint sowie Silber im Supersprint und im Massenstart. In der Supersprint-Qualifikation belegte sie sogar den ersten Platz.
In der Saison 2023/24 begann sie wieder auf dem Niveau der vorherigen Saisons, allerdings konnte sie ihre Leistungen danach noch weiter steigern. Auf der Lenzerheide belegte sie zweimal den elften Platz, im Sprint und im Massenstart. In diesen Regionen verweilte sie auch im zweiten Trimester. Bei der Biathlon-WM in Nové Mésto 2024 überzeugte sie dann mit guten bis sehr guten Leistungen. In der Mixed-Staffel zusammen mit Rene Zahkna, Kristo Siimer und Regina Ermits lief sie auf der dritten Position, die Staffel erreichte Rang 12. Im Sprint beendete sie ihr Rennen mit 2 Fehlschüssen auf dem 24. Rang. In der nachfolgenden Verfolgung schoss sie ebenfalls 2 Fehler, konnte jedoch 14 Positionen gutmachen und belegte den 10. Platz. Das Einzelrennen schloss sie mit erneuten 2 Fehlern zunächst auf Rang 11 ab, wurde allerdings aufgrund eines Regelverstoßes beim Stehendschießen disqualifiziert, da sie sich auf die Schlaufen ihrer Skistöcke gestellt hatte. Dies sorgte für Wirbel, weil Endre Strömsheim in derselben Saison im Verfolgungsrennen in Lenzerheide einen schwerwiegenderen Verstoß gegen dieselbe Regel begangen hatte, jedoch nicht dafür belangt wurde. Nichtsdestotrotz qualifizierte sich für den Massenstart, bei dem sie mit Platz 8 eines der besten Ergebnisse ihrer Karriere feiern konnte. Auch in der Staffel gelang ihr ein großer Erfolg, als sie mit Ermits, Susan Külm und Johanna Talihärm eine Medaille als 4. nur knapp verpasste. Nach dieser WM knüpfte sie nahtlos an ihre Ergebnisse an, und nach guten Platzierungen am Osloer Holmenkollen belegte sie in Soldier Hollow erst den zehnten Platz im Sprint und verbesserte sich in der Verfolgung auf den sechsten Platz, womit sie ihr bestes Ergebnis einstellte. Im Gesamtweltcup resultierten ihre Leistungen in einem herausragenden 23. Platz, womit diese Saison zu ihrer erfolgreichsten wurde.

## Privates
Tomingas liebt Extreme, zum Beispiel versucht sie jeden Tag, nach dem Aufstehen ein Eisbad zu nehmen. Des Weiteren nimmt sie auch an Laufrennen teil, darunter zum Beispiel der 67. Stadtlauf in Viljandi über 10,4 Kilometer im Jahr 2022, bei dem sie die beste Frau wurde. Auch am Hardy’s Stadtlauf in Fürstenfeldbruck am 9. Juli 2023 partizipierte sie über die 5 Kilometer und gewann mit Abstand. Außerdem mag sie Wanderungen auf Berge und Pferde. Zudem brach sie bei den Straßenlauf-Weltmeisterschaften 2023 in Riga den estnischen Rekord über eine Meile, obwohl sie dort nur 27. von 30 Starterinnen wurde.

## Statistik

### Biathlon-Weltcup-Platzierungen
Die Tabelle zeigt alle Platzierungen (je nach Austragungsjahr einschließlich Olympische Spiele und Weltmeisterschaften).
- 1.–3. Platz: Anzahl der Podiumsplatzierungen
- Top 10: Anzahl der Platzierungen unter den ersten zehn (einschließlich Podium)
- Punkteränge: Anzahl der Platzierungen innerhalb der Punkteränge (einschließlich Podium und Top 10)
- Starts: Anzahl gelaufener Rennen in der jeweiligen Disziplin
- Staffel: inklusive Mixed- und Single-Mixed-Staffeln

| Platzierung               | Einzel | Sprint | Verfolgung | Massenstart | Staffel | Gesamt |
| ------------------------- | ------ | ------ | ---------- | ----------- | ------- | ------ |
| 1. Platz                  |        |        |            |             |         |        |
| 2. Platz                  |        |        |            |             |         |        |
| 3. Platz                  |        |        |            |             |         |        |
| Top 10                    | 1      | 2      | 2          | 1           | 11      | 17     |
| Punkteränge               | 9      | 24     | 15         | 8           | 55      | 111    |
| Starts                    | 21     | 56     | 28         | 8           | 56      | 169    |
| Stand: Saisonende 2023/24 |        |        |            |             |         |        |

### Olympische Winterspiele
Ergebnisse bei Olympischen Winterspielen:
|                                        | Einzelwettbewerbe | Einzelwettbewerbe | Einzelwettbewerbe | Einzelwettbewerbe | Staffelwettbewerbe | Staffelwettbewerbe |
| Sprint                                 | Verfolgung        | Einzel            | Massenstart       | Damenstaffel      | Mixedstaffel       |                    |
| -------------------------------------- | ----------------- | ----------------- | ----------------- | ----------------- | ------------------ | ------------------ |
| Olympische Winterspiele 2022 \| Peking | 33.               | 49.               | 43.               | –                 | 15.                | 16.                |

### Biathlon-Weltmeisterschaften
Ergebnisse bei Biathlon-Weltmeisterschaften:
| Weltmeisterschaft | Weltmeisterschaft    | Einzel | Sprint | Verfolgung | Massenstart | Staffel | Mixed-Staffel | Single-Mixed-Staffel |
| Jahr              | Ort                  | Einzel | Sprint | Verfolgung | Massenstart | Staffel | Mixed-Staffel | Single-Mixed-Staffel |
| ----------------- | -------------------- | ------ | ------ | ---------- | ----------- | ------- | ------------- | -------------------- |
| 2019              | Östersund            | 25.    | 50.    | 28.        | –           | 12.     | –             | 11.                  |
| 2020              | Italien              | 78.    | 75.    | –          | –           | DSQ     | –             | –                    |
| 2021              | Pokljuka             | 75.    | 45.    | 59.        | –           | 17.     | 19.           | –                    |
| 2023              | Oberhof              | 6.     | 40.    | 34.        | 20.         | 10.     | 15.           | 9.                   |
| 2024              | Nové Město na Moravě | DSQ    | 24.    | 10.        | 8.          | 4.      | 12.           | –                    |